# 五代帝王物語
『五代帝王物語』（ごだいていおうものがたり）は、鎌倉時代後期に書かれた編年体の歴史物語。『五代記』・『五代王記』・『五代帝王記』などの異名がある。作者は未詳である。
題名の「五代」とは、後堀河・四条・後嵯峨・後深草・亀山の各天皇を指す。『六代勝事記』の後を継ぐ形式で執筆されているが、実際には最初の2代の天皇の記事が少なく、最後の亀山天皇の記事も後嵯峨法皇の葬儀に関する一連の行事とともに終えていることから、後嵯峨天皇（法皇）の側近による作品だと言う説もある。また、のちに伏見天皇となる熈仁親王の存在（後深草天皇の子、亀山天皇の皇太子（後宇多天皇）の即位後、後深草上皇の働きかけで皇太子に立てられた）を知りながら、その存在を過小に書いていることから、著者を亀山天皇とその子孫である大覚寺統を支持していたと見る向きもある。
なお、のちに『増鏡』が執筆された折に『五代帝王物語』を参照して描かれたと考えられる部分が存在する。